# Gustaf Fröding

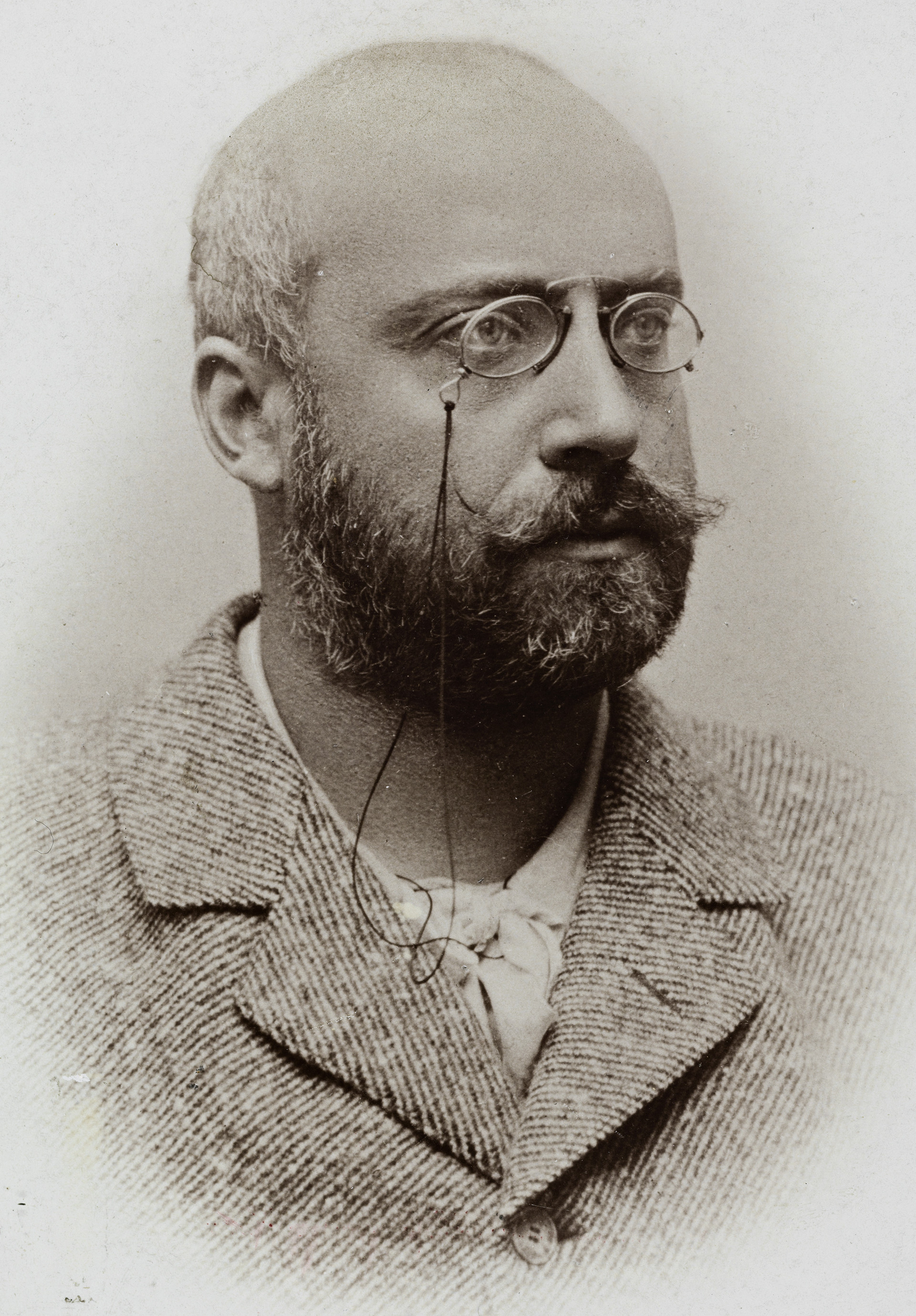
Gustaf Fröding um 1896

Gustaf Fröding (Aussprache [ˈɡɵsˌtav ˈfrøːˌdɪŋ], * 22. August 1860 auf Herrenhaus Alster bei Karlstad; † 8. Februar 1911 in Stockholm) ist der bedeutendste schwedische Lyriker der 1890er Jahre.

## Leben

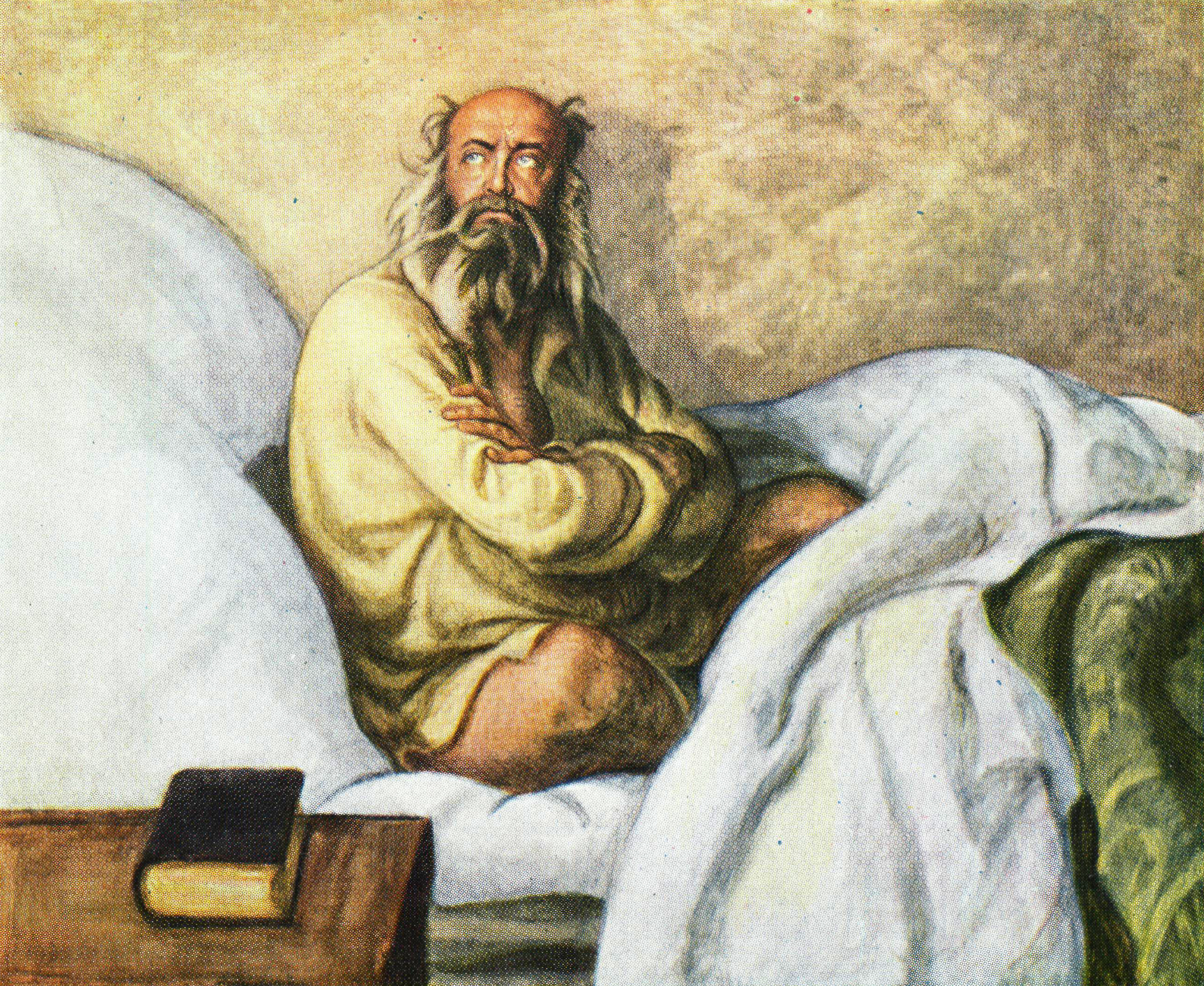
Gustaf Fröding im Krankenzimmer, Gemälde von Richard Bergh 1909

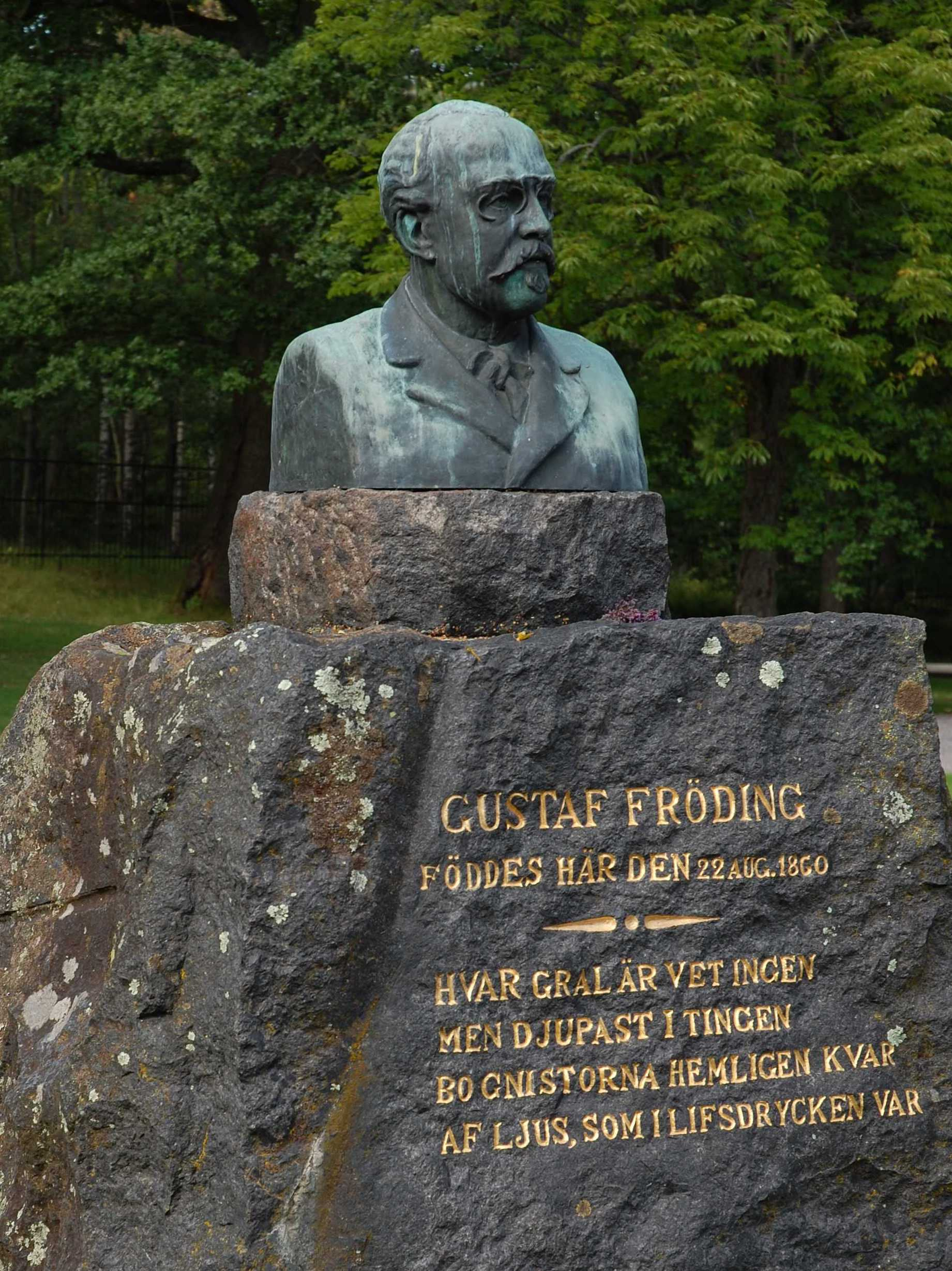
Denkmal an Gustav Fröding im Herrenhaus Alster

Gustaf Fröding, 1860 auf dem Herrenhof Alster in Värmland geboren, kam aus einer Beamten- und Unternehmerfamilie. Seine Mutter, Emilia Fröding (geborene Agardh), war die Tochter des Bischofs von Karlstad, Carl Adolph Agardh.
Fröding besuchte das Gymnasium in Karlstad und begann 1880 Studien an der Universität Uppsala, die er aber nicht abschloss. Während seiner Studienzeit kam er in radikalliberale Kreise, die ihn politisch prägten. 1887 bekam er eine Anstellung bei der radikalen Zeitung Karlstads-Tidningen, die er ein Jahr später wieder verließ, als ein Erbe es ihm ermöglichte, sich seinen literarischen Interessen zu widmen. Ein erster psychischer Krankheitsanfall führte ihn 1889/90 in eine Nervenheilanstalt in Görlitz (Schlesien), wo er seine erste Gedichtsammlung Guitarr och dragharmonika (Gitarre und Ziehharmonika) fertigstellte, die 1891 publiziert wurde. Die Gedichtsammlung war ein unmittelbarer Erfolg und erreichte innerhalb einiger weniger Jahre eine Auflage wie keine andere davor.
Gustaf Fröding war sich seines Erfolges gar nicht bewusst, da er sich zur Zeit der Veröffentlichung in einem norwegischen Pflegeheim befand, um seinen schweren Alkoholismus und nervöse Beschwerden behandeln zu lassen. Er kehrte danach zur Karlstads-Tidningen zurück, wo er Kulturartikel und Gedichte schrieb. Gleichzeitig arbeitete er an seiner zweiten Gedichtsammlung Nya dikter (neue Gedichte), die 1894 herauskam. Dieser Gedichtsammlung, die wie die erste eine Mischung humorvoller Gedichte mit värmländischen Motiven mit ernsteren, diesmal auch sozialkritischen Gedichten ist, war ein noch größerer Erfolg beschieden.
Auch diesmal konnte Gustaf Fröding den Erfolg nicht genießen, da er einen Monat vor der Herausgabe an einer schweren Psychose erkrankte, von der er sich nur zeitweise erholen sollte. Den Rest seines Lebens verbrachte Fröding zeitweise in verschiedenen Nervenkrankenhäusern und Pflegeheimen. Dennoch schrieb er weiterhin, und 1896 erschien seine dritte Gedichtsammlung Stänk och flikar (Spritzer und Zipfel), der Höhepunkt seines lyrischen Schaffens. Aber ein Gedicht, in dem ein unschuldiger Geschlechtsverkehr zweier Jugendlicher in einem geträumten vergangenen goldenen Zeitalter geschildert wird, führte zu einem Gerichtsverfahren wegen Unsittlichkeit, bei dem den kranken Fröding sowohl der Verleger wie auch seine Freunde, vor allem der Dichterfreund Verner von Heidenstam, der ihn zur Publikation dieses Gedichtes ermuntert hatte, im Stich ließen. Fröding wurde zwar freigesprochen, aber die Ereignisse verstärkten seine Psychose und trieben ihn zu einem Selbstmordversuch.
Gustaf Fröding zog 1896 mit seiner Schwester Cecilia nach Uppsala. In den folgenden zwei Jahren gab er die Gedichtsammlungen, Nytt och gammalt (Neues und Altes) und Gralstänk (Gralsspritzer) heraus. Doch verschlimmerte sich seine Krankheit so sehr, dass er 1898 in ein Nervenkrankenhaus kam, aus dem er erst 1905 wieder entlassen wurde. Die letzten Jahre seines Lebens verbrachte er in der Villa Gröndal in Stockholm, wo er von einer Krankenschwester gepflegt wurde. 1910, ein Jahr vor seinem Tod, erschien Efterskörd (Nachernte) und 1913 wurde postum die Sammlung Reconvalescentia verlegt. Beide enthalten Gedichte von sehr ungleicher Qualität.

„Värmländer ist auch Gustaf Fröding, dieser tragische Lyriker, Clown und Mönch mit dem Apostelgesicht. Er hat ein schönes Gedicht über Friederike Brion geschrieben, die auch sein Schicksals- und Zeitgenosse Jānis Poruks, von dem er nichts wußte, besungen hat. Plan zu einem Essay: Drei Irrsinnige: Gustaf Fröding, Jānis Poruks, Nikolaus Lenau, dessen Gedichte der Schwede so schön übersetzt hat, wie man nur Werke eines seelischen Verwandten in eine andere Sprache übertragen kann. Gemeinsames im Schicksal, Gemeinsames in der lyrischen Genialität. Im Geiste sehe ich, wie die drei Lyriker im Jenseits Wein trinken und unsere Spießbürgerlichkeit und Beschränktheit, die sie in den Wahnsinn trieb, verspotten.“

## Eponyme
2007 wurde der Asteroid (10122) Fröding nach ihm benannt.

## Werke
- 1891 Guitarr och dragharmonika
- 1894 Nya dikter
- 1895 Räggler å paschaser 1
- 1896 Stänk och flikar
- 1897 Räggler å paschaser 2
- 1897 Nytt och gammalt
- 1898 Gralstänk
- 1910 Efterskörd
- 1913 Reconvalescentia

### Übersetzungen ins Deutsche
- Schilf, Schilf rausche. Ausgewählte Gedichte. Aus dem Schwedischen von Klaus-Rüdiger Utschick. Anacreon-Verlag, München 1999, ISBN 3-932759-10-9

## Sekundärliteratur
- Lutz Röhling: Die Abwehr des ennui: Modernität und Moderne im lyrischen Werk Gustav Frödings. Vandenhoeck & Ruprecht, Göttingen 1990.

## Sonstiges
2012 veröffentlichte die schwedische Rock-Band Mando Diao das Album Infruset, bei dem sämtliche Songtexte aus Gedichten Frödings bestehen.